# 灰毛猕猴桃
灰毛猕猴桃（学名：Actinidia cinerascens）为猕猴桃科猕猴桃属的植物，是中国的特有植物。分布在中国大陆的广东等地，生长于海拔1,000米的地区，见于开阔山坡林缘、路边及山坡林缘。

## 异名
- 菲叶猕猴桃（学名：Actinidia cinerascens var. tenuifolia）为猕猴桃科猕猴桃属灰毛猕猴桃的变种。分布于中国大陆的广东等地。
- 长叶柄猕猴桃（学名：Actinidia cinerascens var. longipetiolata）是猕猴桃科猕猴桃属灰毛猕猴桃的变种。分布在中国大陆的湖南等地